# بخش لاریم
بخش لاریم، یکی از بخش‌های شهرستان جویبار در استان مازندران ایران است. مرکز این بخش، روستای لاریم است.

## تقسیمات کشوری
- بخش لاریم
  - دهستان لاریم شمالی
  - دهستان لاریم جنوبی

## جمعیت
بر پایه سرشماری عمومی نفوس و مسکن در سال ۱۳۹۵، جمعیت بخش لاریم برابر با ۱۰٬۵۴۷ نفر بوده‌است.